# Campionato europeo maschile under 19 di calcio 2003
Il Campionato europeo Under-19 è stato organizzato in Liechtenstein dal 16 al 26 luglio 2003 per tutti i calciatori nati dopo il 1º gennaio 1984. Da quest'edizione non è più prevista la finale per il terzo posto.

## Squadre partecipanti
Austria

 Rep. Ceca

 Inghilterra

 Francia

 Italia

 Liechtenstein (ospitante)

 Norvegia

 Portogallo

## Gironi

### Girone A
| Squadra       | Pts | G | V | N | P | GF | GS | DR  |
| ------------- | --- | - | - | - | - | -- | -- | --- |
| Italia        | 7   | 3 | 2 | 1 | 0 | 7  | 2  | +5  |
| Portogallo    | 5   | 3 | 1 | 2 | 0 | 8  | 3  | +5  |
| Norvegia      | 4   | 3 | 1 | 1 | 1 | 4  | 4  | 0   |
| Liechtenstein | 0   | 3 | 0 | 0 | 3 | 2  | 12 | -10 |

| Arbitro: | Nikolai Ivanov |

|  |           |                                                                                  |
|  | Marcatori | 17’ João Pereira 63’ Hugo Almeida 73’ (aut.) Alabor 82’ Fonseca 84’ Paulo Sérgio |

| Arbitro: | Athanassios Briakos |

|  |           |                     |
|  | Marcatori | 89’ (rig.) Aquilani |

| Arbitro: | Michael Weiner |

|            |           |          |
| Daniel 49’ | Marcatori | 58’ Lodi |

| Arbitro: | Selçuk Dereli |

|               |           |                              |
| Maierhofer 4’ | Marcatori | 28’ Poljac 37’ (aut.) Bühler |

| Arbitro: | Ruud Bossen |

|                       |           |                               |
| Paulo Sérgio 61’, 80’ | Marcatori | 3’ Johannesen 21’ Daniel Holm |

| Arbitro: | Carlos Megía Dávila |

|                                                              |           |            |
| Della Rocca 11’ Palladino 39’ Laner 53’, 67’ Lodi 55’ (rig.) | Marcatori | 68’ Büchel |

### Girone B
| Squadra     | Pts | G | V | N | P | GF | GS | DR |
| ----------- | --- | - | - | - | - | -- | -- | -- |
| Austria     | 7   | 3 | 2 | 1 | 0 | 7  | 3  | +4 |
| Rep. Ceca   | 4   | 3 | 1 | 1 | 1 | 7  | 7  | 0  |
| Inghilterra | 3   | 3 | 1 | 0 | 2 | 3  | 5  | -2 |
| Francia     | 2   | 3 | 0 | 2 | 1 | 4  | 6  | -2 |

| Arbitro: | Selçuk Dereli |

|             |           |                       |
| Downing 36’ | Marcatori | 5’ Mössner 60’ Säumel |

| Arbitro: | Carlos Megía Dávila |

|                                 |           |                                          |
| Grax 6’, 63’ (rig.) Idangar 70’ | Marcatori | 26’ Mikolanda 87’ Procházka 90+3’ Matula |

| Arbitro: | Ruud Bossen |

|  |           |                               |
|  | Marcatori | 41’ Ridgewell 90+2’ Routledge |

| Arbitro: | Athanassios Briakos |

|               |           |                                    |
| Mikolanda 10’ | Marcatori | 36’, 45’ Schicker 38’, 54’ Kienast |

| Arbitro: | Michael Weiner |

|                                      |           |  |
| Nachtman 47’ Brodský 54’ Siranec 63’ | Marcatori |  |

| Arbitro: | Nikolai Ivanov |

|                    |           |                   |
| Čehajić 82’ (rig.) | Marcatori | 90+2’ (rig.) Grax |

## Fase a eliminazione diretta
|  | Semifinali | Semifinali | Semifinali |        |            | Finale     | Finale | Finale |  |
|  |            |            |            |        |            |            |        |        |  |
|  | 1A         | Austria    | 3          |        |            |            |        |        |  |
|  | 1A         | Austria    | 3          |        |            |            |        |        |  |
|  | 2B         | Portogallo | 6          |        |            |            |        |        |  |
|  | 2B         | Portogallo | 6          |        | Portogallo | Portogallo | 0      |        |  |
|  |            |            |            |        | Portogallo | Portogallo | 0      |        |  |
|  |            |            | Italia     | Italia | 2          |            |        |        |  |
|  | 1B         | Italia     | Italia     | Italia | 2          | 1          |        |        |  |
|  | 1B         | Italia     |            |        |            |            |        |        |  |
|  | 2A         | Rep. Ceca  | 0          |        |            |            |        |        |  |

### Semifinali
| Arbitro: | Michael Weiner |

|                               |           |                                                                                              |
| Salmutter 24’ 28’ Mössner 84’ | Marcatori | 31’ (rig.) Hugo Almeida 38’ Miguelito 54’, 103’ (rig.) Paulo Sérgio 100’, 104’ Pedro Pereira |

| Arbitro: | Carlos Megía Dávila |

|             |           |  |
| Pazzini 57’ | Marcatori |  |

### Finale
| Arbitro: | Selçuk Dereli |

|                            |           |  |
| Della Rocca 3’ Pazzini 27’ | Marcatori |  |

## Marcatori
5 gol
- Paulo Sérgio

3 gol
- Sébastien Grax

2 gol
- Roman Kienast
- Lukas Mössner
- Klaus Salmutter
- René Schicker
- Petr Mikolanda
- Simon Laner
- Francesco Lodi
- Giampaolo Pazzini
- Luigi Della Rocca
- Hugo Almeida
- Pedro Pereira

1 gol
- Salmin Čehajić
- Jürgen Säumel
- Josef Brodský
- Milan Matula
- Lukáš Nachtman
- Václav Procházka
- Pavel Siranec
- Stewart Downing
- Liam Ridgewell
- Wayne Routledge
- Sylvain Idangar
- Alberto Aquilani
- Raffaele Palladino
- Martin Büchel
- Sandro Maierhofer
- Daniel Fredheim Holm
- Olav Tuelo Johannesen
- Branimir Poljac
- Daniel
- Fonseca
- Sérgio Organista
- João Pereira

autogol
- Claudio Alabor (pro  Italia)
- Christoph Bühler (pro  Norvegia)